# Миронов, Сергей Иванович (Герой Советского Союза)
Сергей Иванович Миронов (12 июля 1914, Житомир — 3 августа 1964, Москва) — советский лётчик-ас истребительной авиации и военачальник, участник советско-финской и Великой Отечественной войн, Герой Советского Союза (17.04.1940). Генерал-полковник авиации (25.05.1959).

## Биография
Сергей Миронов родился 23 июля 1914 года в Житомире. Окончил 6 классов школы, в 1932 году — школу фабрично-заводского ученичества работал на заводе «Ленинская кузница» в Киеве: токарь, с марта 1933 — председатель профкома и секретарь комсомольской организации ФЗУ, культпропагандист комсомольской заводской организации.
В июне 1933 года Миронов был призван на службу в Рабоче-крестьянскую Красную Армию. В 1934 году он окончил 9-ю военную авиационную школу лётчиков и лётчиков-наблюдателей в Харькове. С октября 1934 года служил в этой школе инструктором-пилотом, с мая 1936 — лётчиком-инструктором. С августа 1938 — инструктор-лётчик Кировобадской военной авиационной школы. С ноября 1939 года — командир звена 68-го истребительного авиационного полка. В 1938 году вступил в ВКП(б).
С декабря 1939 года участвовал в боях советско-финской войны, когда полк был передан в состав ВВС 13-й армии Северо-Западного фронта. Летал на истребителе И-153. К 27 января 1940 года он совершил 37 боевых вылетов, провёл 3 воздушных боя и лично сбил 1 финский самолёт «Фоккер Д-21», штурмовками уничтожил более 10 огневых точек противника.
Указом Президиума Верховного Совета СССР от 7 апреля 1940 года за «образцовое выполнение боевых заданий командования в боях на Карельском перешейке и проявленные при этом отвагу и геройство» старший лейтенант Сергей Миронов был удостоен высокого звания Героя Советского Союза с вручением ордена Ленина и медали «Золотая Звезда» за номером 280.
После окончания войны в марте 1940 года назначен помощником командира эскадрильи 7-го истребительного авиационного полка в Ленинградском военном округе. В сентябре 1940 года направлен на учёбу и к июню 1941 года окончил первый курс Военной академии командного и штурманского состава ВВС РККА.
С начала Великой Отечественной войны — на её фронтах. Срочно вернулся в 7 иап, который воевал в 5-й смешанной авиационной дивизии на Северном фронте. Был назначен командиром эскадрильи, а в июле уже стал заместителем командира полка. Активно участвовал в Ленинградской оборонительной операции, в воздушных боях 2 и 3 августа одержав свои первые воздушные победы над самолётами Люфтваффе.
В августе 1941 года переведён в 153-й истребительный авиационный полк ВВС 23-й армии Ленинградского фронта, а в ноябре 1941 года стал командиром этого полка. До апреля 1942 года полк воевал на Ленинградском фронте, затем был выведен на переформирование и перевооружение, а в августе 1942 года вернулся на фронт, но уже в составе 244-й бомбардировочной авиационной дивизии 2-й воздушной армии Воронежского фронта. В октябре 1942 года полк был передан 6-й воздушной армии Северо-Западного фронта. За образцовое выполнение боевых задач и проявленное при этом мужество и героизм приказом Народного комиссара обороны СССР от 22 ноября 1942 года полу получил гвардейские звание и стал именоваться 28-м гвардейским истребительным авиационным полком. Только за 1942 год полк под командованием С. И. Миронова уничтожил 77 немецких самолётов, свои боевые потери составили 10 самолётов и 11 лётчиков, небоевые потери — 3 самолёта. Сам командир в 1942 году сбил 5 самолётов лично и 1 в группе.
С декабря 1942 года служил инспектором истребительной авиации Инспекции ВВС Красной Армии, с января 1943 — начальником Управления истребительной авиации Главного управления боевой подготовки фронтовой авиации ВВС РККА. За время службы в этом управлении побывал в командировках почти на всех фронтах действующей армии. С 31 мая 1944 года и до конца войны командовал 193-й истребительной авиационной дивизией. Сформировал эту дивизию в Харьковском и Одесском военных округах, в июне 1944 года она вошла в состав 13-го истребительного авиационного корпуса 16-й воздушной армии 1-го Белорусского фронта, в рядах которого сражалась до Победы. Дивизия хорошо действовала в Белорусской, Висло-Одерской, Восточно-Померанской и Берлинской наступательных операциях. Лётчиками дивизии уничтожено 305 вражеских самолётов при потере 85 своих. Дивизии было присвоено почётное наименование «Демблинская» и она награждена орденом Суворова 2-й степени.
Сам С. И. Миронов за годы Великой Отечественной войны совершил 124 боевых вылета, провёл 38 воздушных боёв, сбил 7 самолётов противника лично и 4 в группе, а также сбил 3 аэростата.
После окончания войны С. И. Миронов продолжил службу в Советской Армии. С декабря 1945 по март 1947 года командовал 4-й гвардейской истребительной авиационной дивизией 1-го гвардейского истребительного авиакорпуса 16-й воздушной армии Группы советских оккупационных войск в Германии.
В 1949 году окончил Высшую военную академию имени К. Е. Ворошилова. С марта по декабрь 1949 года командовал 61-м гвардейским истребительным авиационным корпусом 24-й воздушной армии в Германии. С декабря 1949 — начальник Управления боевой подготовки истребительной авиации ВВС СССР, с июля 1950 — начальник отдела — начальник подготовки истребительной авиации и лётчик отдела боевой подготовки истребительной авиации Управления боевой подготовки ВВС, с марта 1953 — начальник Управления боевой подготовки истребительной авиации Главного управления боевой подготовки ВВС. С октября 1953 года по январь 1957 года командовал 30-й воздушной армией Прибалтийского военного округа. С января 1957 года — заместитель Главнокомандующего ВВС СССР по военно-научной работе. С августа 1960 года — генерал-инспектор Инспекции ВВС Главной инспекции Министерства обороны СССР. С июля 1962 года служил заместителем по боевой подготовке Главнокомандующего Военно-воздушными силами СССР.
По официальной информации, генерал-полковник авиации Сергей Миронов погиб в авиакатастрофе 3 августа 1964 года. Однако в дневниках Н. П. Каманина упоминается, что генерал Миронов  утонул во время отдыха в Светлогорске, при этом «вскрытие показало, что он захлебнулся, были сломаны четыре ребра, на теле много ушибов и ссадин, большой синяк на виске» Похоронен на Новодевичьем кладбище Москвы.

Могила Миронова на Новодевичьем кладбище Москвы.

Сын: Миронов Валерий Сергеевич (1939—2011), генерал-майор авиации.

## Награды
- Герой Советского Союза (7.04.1940);
- Орден Ленина (7.04.1940);
- Пять орденов Красного Знамени (5.01.1940, 3.05.1942, 13.09.1942, 17.10.1943, 3.11.1953);
- Два ордена Суворова 2-й степени (6.04.1945, 31.05.1945);
- Орден Кутузова 2-й степени (19.04.1945);
- орден Красной Звезды (20.06.1949);
- Медаль «За боевые заслуги» (3.11.1944);
- медали СССР[1];
- Медаль «Китайско-советская дружба» (КНР).